# هری وینستون

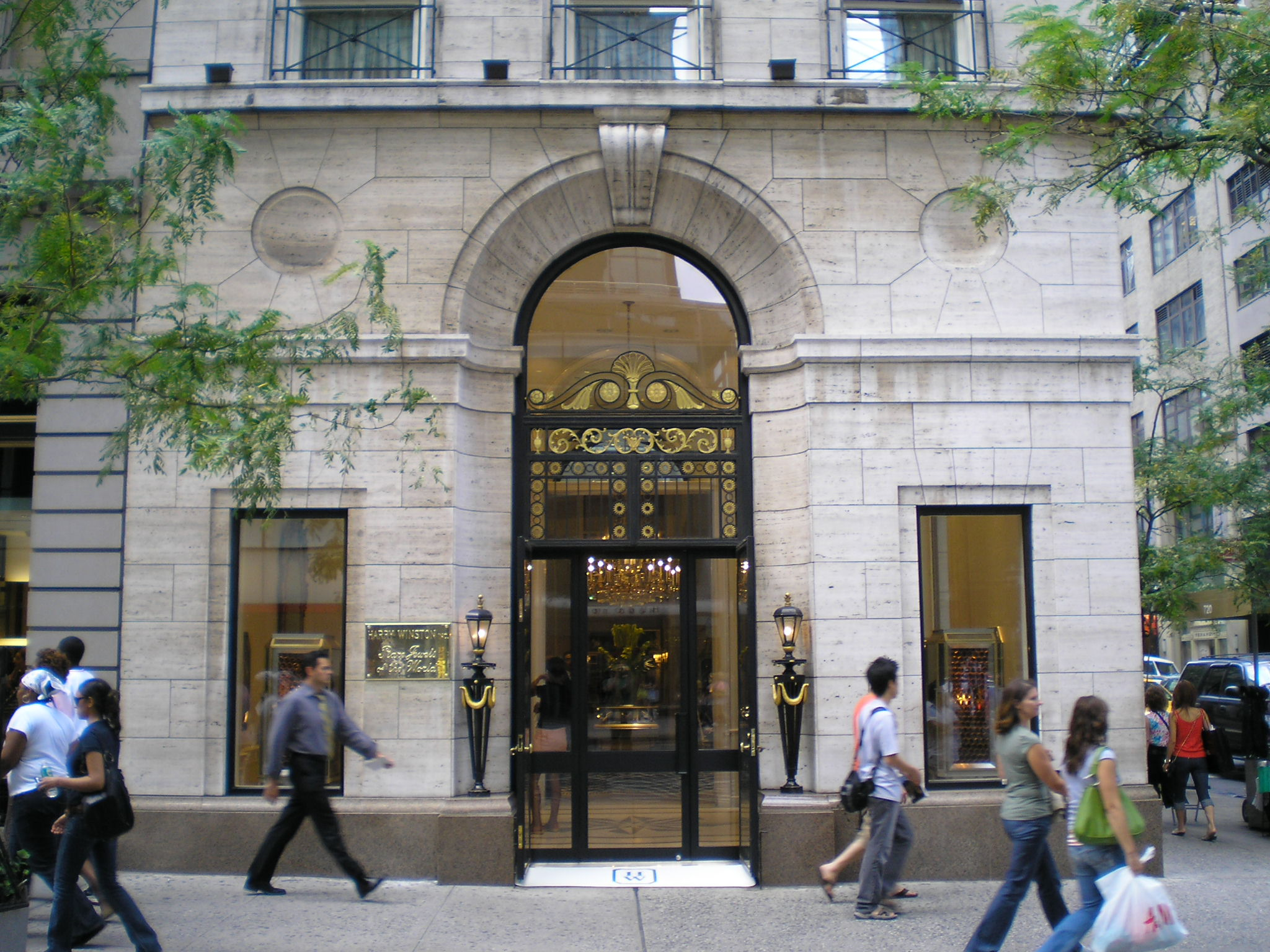
جواهرفروشی مشهور هری وینستون در خیابان پنجم (منهتن) در نیویورک.

هری وینستون (به انگلیسی: Harry Winston) ( اول مارس ۱۸۹۶ میلادی- ۸ دسامبر ۱۹۷۸ میلادی) جواهرساز و نیکوکار مشهور آمریکایی بود. وی در سال ۱۹۵۸ میلادی، الماس امید را که زینت‌بخش تاج سلطنتی لوئی چهاردهم فرانسه بود و همچنین الماس پرتغالی را به موسسه اسمیتسونین که بزرگ‌ترین موزه علمی-فرهنگی-تحقیقاتی جهان است، اهدا کرد.
شرکت جواهرسازی هری وینستون، یکی از گران‌ترین و اشرافی‌ترین خانه‌های جواهر در جهان است. روزنامه نیویورک تایمز در سال ۲۰۰۰ میلادی، ارزان‌ترین جواهر عرضه شده در جواهرفروشی هری وینستون را ۶۰۰۰ دلار آمریکا برآورد کرده بود.
نایب رئیس شرکت جواهرسازی هری وینستون، یک زن ایرانی به نام گلبرگ پارس‌تبار است.
در تاریخ ۴ دسامبر ۲۰۰۸ میلادی، چهار دزد مسلح با لباس‌های مبدل زنانه به شعبه جواهرفروشی هری وینستون در خیابان مون‌تین در پاریس حمله بردند و بیش از ۸۰ میلیون یورو (۱۰۰ میلیون دلار) جواهر را که «کم‌نظیر» توصیف شده است به سرقت بردند. در جریان این سرقت بزرگ، دزدان حتی یک گلوله نیز شلیک نکردند و به راحتی از محل جرم گریختند.

## شعبه ها
امروزه، شرکت جواهرسازی هری وینستون دارای تنها هفت شعبه در ایالات متحده آمریکا است. این شعبات در شهرهای نیویورک، بورلی هیلز، لاس وگاس، دالاس، هونولولو، بال هاربر و شیکاگو مستقر هستند.
شرکت جواهرسازی هری وینستون همچنین دارای پنج شعبه در ژاپن (سه شعبه در توکیو، یک شعبه در اوساکا و یک شعبه در ناگویا) و دو شعبه در چین (شهرهای پکن و شانگ‌های) است. شرکت جواهرسازی هری وینستون همچنین دارای یک شعبه در شهر تایپه در کشور تایوان، شهر لندن در کشور انگلستان و شهر پاریس در کشور فرانسه است.